# Munnikemolen (Venlo)
De Munnikemolen was een watermolen in de Nederlandse plaats Venlo.
Waartoe de molen diende, is niet overgeleverd. Wel is bekend, dat de molen aan de buitengracht van de vestingwerken lag, tussen de Helpoort en de Martinuskerk. De molen werd ook Monyckemolen (van monnik) of Broermolen/Broederenmolen genoemd.